# تاريخ السكك الحديدية في إيطاليا

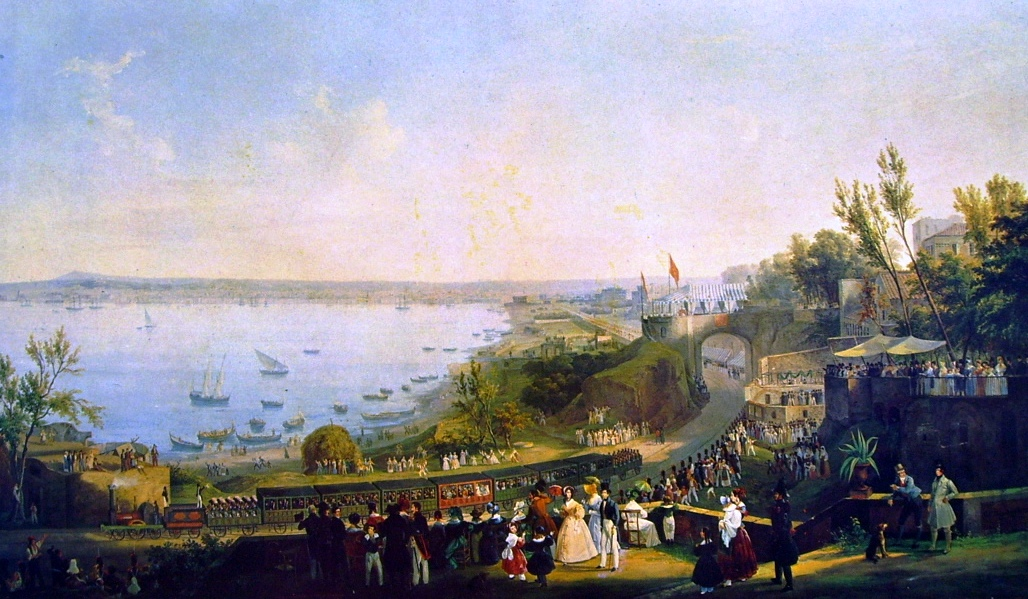

 تاريخ السكك الحديدية في إيطاليا بدأ تاريخ السكك الحديدية في إيطاليا مع افتتاح امتداد قصير من خط عند سفح بركان فيزوف، نابولي بورتيشي أكثر قليلا من سبعة كيلومترات، الذي افتتح في 3 أكتوبر 1839.

## نشأة السكك الحديدية في مرحلة ما قبل التوحيد
تم افتتاح ستوكتون ـ دارلينجتون وهو أول خط للسكك الحديدية التجارية في عام 1825. واشعل الحماسة والمشاريع في جميع أنحاء أوروبا وذلك لاستخدامه الذي تحول فورا كوسيلة نقل هائلة سواء كانت لخدمة الناس أو لخدمة الصناعة والتجارة. خلافا لدول آخرى مثل بريطانيا العظمى أو فرنسا تم التنمية مرة آخرى في إيطاليا عن طريق العوامل السلبية مثل التضاريس الوعرة في شبه الجزيرة وخاصة الانقسام السياسى وتأثير السياسة الخارجية التي كانت توجه اختيار المسارات والتكنولوجيا وفقا إلى مصالح مختلفة من مصالح السكان الذي كان يجب على الهيكل خدمتها. على سبيل المثال: الاختيار لربط بولونيا مع بيستويا، بلإضافة إلى المنازعات الاقتصادية والضيقة بين بيستويا وبراتو، والتي نشأت من ارادة النمسا في توحيد مملكة لومبارديا فينيشيا وفينيتو إلى ميناء ليفورنو الذي يعدّ إستراتيجية لسرعة حركة الرجال والمواد لدعم القوات البحرية الإمبراطورية التي لم يكن لديهم قواعد في البحر التيرانى.

## مملكة الصقليتين
تم بناء أول خط سكة حديد في مملكة الصقليتين في إيطاليا إلى المسار المزدوج من نابولي إلى جراناتيللو في بورتيشى (كم 7,640) وتم افتتاحه في 3 أكتوبر عام 1839 بواسطة الملك فيرديناند الثانى من بوربون. وكان قد وصلت السكك الحديدية إلى كاستيلامارى في ستابيا في أغسطس عام 1842 ووصلت بعد عامين إلى بومبى ونويسرا (حوالى 40 كم) لكن التطور التالى لم يكن بهذه السرعة فتوقفت السكك الحديدية في اتجاه الشمال عند سبارانيس وفي اتجاه الجنوب عند ساليرنو (حوالى 55 كم) وظل هذا حتى التوحيد.و في عام 1846 كانت قد اصدرت حكومة بوربون أيضا منحة لمد خط السكة الحديد من نويسرا لسان سيفيرينو وأفيلينو وفي ذلك الوقت تم بالفعل اقتراح اتصالات إلى بارى مع فروع لبرينديزى في الجنوب ولفوجيا في الشمال.بالإضافة إلى السكك الحديدية بدأ بناء المجمع صناعى الذي ظل متقدما لسنوات في إيطاليا. وفي عام 1840 تم الوعد بعمل مصنع بيتراسا على نطاق اوسع وفي وضع أفضل من المصنع الميكانيكى السابق الذي يقع في نيو كاسيل (المعروف باسم الانجيفى). في عام 1845 بدأ بناء القاطرات (في البداية تم تصنيع سبعة باستخدام عناصر إنجليزية من نفس نموذج القاطرة الإنجليزية التي تم شراؤها في عام 1843. وقد بدأ أيضا في نفس المصنع مدرسة لسائقى القطارات والبحرية. على الرغم من المشاريع المثيرة للاهتمام في المصنع اعتبارا من عام 1860 شكلت شبكة السكك الحديدية في المملكة 128 كم فقط من خطوط السكك الحديدية المستخدمة.في السنوات الاخيرة من حياة المملكة (بعد عام 1855) تم الموافقة من قبل الحكومة على مشاريع مختلفة لتوسيع شبكة السكك الحديدية. في وقت الضم تم الانتهاء من 60 ميليا (حوالى 110 كم) لكن هذه المميزات الجديدة لم تستخدم بعد.

## مملكة لومبارديا ـ فينيسيا
تشكلت مشروعات السكك الحديدية الأولى في المملكة التي تخضع إلى الإمبراطورية النمساوية في 2 سبتمبر 1835 عندما درست غرفة تجارة فينيسيا اقتراح التاجر سيباستيان فاغنر والمهندس فرانشيس فارى - وكلاهما من فينيسيا – وهو عمل خط للسكك الحديدية لتوحيد عاصمتى المملكة: ميلانو وفينيسيا.الذي يعدّ في ذلك الوقت مشروع ذات أبعاد أسطورية وذلك لطوله ولأهمية الجسر على البحيرة. بدأ بناء خط السكك الحديدية ميلانو- فينيسيا مساره الذي تناثر فيه المزالق والمضاعفات الدولية. في ظل الجدال العنيف والاعمال القضائية والتدخلات السياسية أيضا في محكمة فيينا كان تنفيذ الشرع بصعوبة ففى عام 1882 تم افتتاح خط بادوفا-ميسترى ب 29 كم وفي عام 1846امتداد ميلانو – تريفيجليو ب32 كم وامتداد بادوفا – فيتشنزا ب30 كم والجسر على البحيرة إلى فينيسيا.
في عام 1854 تم افتتاح الخط بين فيرونا وكوكاليو. من اجل الربط بين فينيتو وميلانو عابرا ببرغامو.
السكك الحديدية من شبه الجزيرة الإيطالية إلى اعلان المملكة الإيطالية (17 مارس 1861).
وصلت قصة «فيرديناند» (كما أطلق عليها تكريما إلى الإمبراطور النمساوى الذي شهد خطواته الأولى) إلى نهايتها فقط في 1878 مع ضم فينيتو الذي تم بالفعل عندما تم النتهاء من الربط المباشر بين تريفيليو وكوكاليو الذي كان يلغى التفات إلى بيرغامو والذي لم يكن متوقعا في التصميم الأول للعمل الذي تم اعداده من المهندس جيوفانى ميلانى في 1838.
في عدد أغسطس من عام 1836 للمكتبة الإيطالية. نشر المهندس جوزيف بروسكيتى مشروع خط ميلانو – كومو الذي كان زانينو فولتا مروج اولى له وهو مهندس وابن المشهور جدا الكسندر. انشأ المشروع مناقشة عنيفة بين المصمم نفسه وكارلو كاتنيو الذي كشف عشرات العيوب.
على أية حال محاولات فولتا لم تنجح والمشروع - في بعض الطرق – اندمج في خط السكك الحديدية ميلانو – مونزا. وتم افتتاح هذا الخط الاخير في 1840 وكان طويلا أكثر بقليل من 12 كم.
كان قد منح إمبراطور النمسا الامتياز لشركة هولزهامر في بولسانو التي كان يقودها يوهان بوتزر فون ريبيج.
حركت هذه المشروعات الأولى والبناءات الأولى مشروعات آخرى مثل فينيسيا – تريست وهو تمديد خط من فيينا؛ المشروع لميلانو-بياتشنزا الذي سيتشكل في منح السكك الحديدية لوسط إيطاليا؛ أدى الرابط المتوقع بين فرديناند ومانتوفا إلى فكرة خط مانتوفا – بورجوفورت الذي يمتد أيضا حتى يصل إلى ريجو ايميليا حيث سيتم دمجها في «الوسط».
تم أيضا وضع مسارات اتجاه تيسان في التوقعات لربط ميلانو بتورينو عاصمة مملكة سردينيا.
في عام 1859 تم افتتاح امتداد فيرونا – بولسانو لخط السكك الحديدية في برينو وفي عام 1867 تم ربط بولسانو بأنسبوك.

## ملكة سردينيا
لم ترَ بيدمونت حماسة كبيرة للسكك الحديدية بعد فشل مشروع عام 1825 لتوحيد جنوة مع بو. كان قد حدد المهندس لوباردو لويس تراتى خطوط السكك الحديدية الرئيسية المهمة في إيطاليا على نطاق واسع «ملاحظة اولى» من المهندس المعمارى للسكك الحديدية حيث كانت تمتلك تورينو الجزء الرئيسى وكان قد تعرض كارلو ايلاريونى بيتيتى روريتو – وهو سافوى ولديه فكرية نبيلة – إلى تحليل دقيق لمسألة السكك الحديدية الإيطالية بشكل كامل وكما أفادتنا حوليات الاحصائيات العالمية: في بداية عام 1848 لم يتضمن واحد كيلو متر فقط من الطريق. لكن لم يقف كل شئ وبدأت الامور مرة واحدة وشرعت بسرعة. لدرجة ان نفس الحوليات اعترفت ان البلد التي بها صناعة السكك الحديدية أكثر ازدهارا والتي تركت وراءها حتى الآن جميع الدول الإيطالية الآخرى هي بيدمونت. (الحوليات العالمية للإحصاء، والاقتصاد العام، والجغرافيا، والتاريخ، والسفر، والتجارة، المجلد 17 , السلسة الثانية، عام 1848 , ميلانو ص 95).
في 18 يوليو عام 1844 مع خطابات التراخيص الملكية رقم 443 , امر الملك كارلو البيرتو ببناء خط السكة الحديد تورينو-جنوة عن طريق الإسكندرية وعبر الأبنين الذي يتطلب بناء نفق عبور جوفى – طوله 3265 متر – الذي تم حفره كليا باليد والذي تم افتتاحه في 18 ديسمبر 1853 وتم تشغيله في 16 فبراير 1854 وتبعه فتح أقسام آخرى في بيدمونت التي ربطت بين حدود سويسراو فرنسا مع النمسا في لومباردو – فينيتو.
على عكس الدول الآخرى خيث ان التصميم يتم عهدته إلى شركة خاصة وفي بعض الاحيان أجنبية تماما. (كان نابولى – بورتيتشى مشروع بايارد الفرنسية وكانت أيضا الرؤوس المالية فرنسية). في مملكة ساردينيا الدافع أعطاها الدولة.
في 1848 في تورينو، ستقدم اللجنة المكلفة بدراسة السكك الحديدية لدولة ساردينيا تقريرا مع المقرر بروتاسى مشيرة إلى فرصة بناء ثلاثة خطوط الأول اتجاه ميلانو والثانى كان خط لعبور الدولة عموديا والثالث ليذهب من الإسكندرية إلى الولايات البابوية عابرا بتورينو وفوغيرا وبياتشينزا وبارما وريدجوو مودينا. (الحوليات العالمية للإحصاء، والجغرافيا، والتاريخ، والسفر، والتجارة، مجلد 17 , السلسة الثانية، 1848 , ميلانو، ص 95.
وراء دافع كونت كافور إلى الهدف للتخلص من الاحتكار الانجليزى في صناعة الهندسة الميكانيكية - في عام 1853 تأسست في سامبيردانى أنسالدو- حيث سيبدأ أيضا منذ العام التالى تصنيع قاطرات ومعدات السكك الحديدية.